# Leonid Kravciuk
Leonid Kravciuk (în ucraineană Леонід Макарович Кравчук; n. 10 ianuarie 1934, Żytyń Wielki, Polonia – d. 10 mai 2022, München, Germania) a fost un politician ucrainean și primul președinte al Ucrainei, care a deținut această funcție din 5 septembrie 1991 până la demisia sa din 19 iulie 1994. Kravciuk, de asemenea, a îndeplinit funcția de al 9-lea Golovа́ al Radei Supreme a Ucrainei (Verkhovna Rada) în perioada 23 iulie 1990 – 5 decembrie 1991. Între 1988–1990 a fost secretar al Comitetului Central al Partidului Comunist din Ucraina.